# جيمي جي. ستيوارت
جيمي جي. ستيوارت (بالإنجليزية: Jimmy G. Stewart) هو عسكري أمريكي، ولد في 25 ديسمبر 1942 في West Columbia, West Virginia ‏ في الولايات المتحدة، وتوفي في 18 مايو 1966 في فيتنام الجنوبية.